# Telxius
Telxius Telecom S.A., cuyo nombre comercial es Telxius, es una compañía global de infraestructuras de telecomunicaciones creada en 2016, propiedad de Telefónica Infra, una filial de Telefónica. Su objetivo es capturar el incremento exponencial del tráfico de datos previsto para los próximos años.

## Cables submarinos
Con una red de cable internacional, Telxius gestiona 100.000 kilómetros de fibra óptica submarina que conectan Europa y América, de los que más de 31.000 kilómetros son en propiedad.
Incluye, entre otras infraestructuras, SAM-1, el sistema de cable submarino que conecta desde el año 2000 Estados Unidos con Centroamérica y América del Sur; PCCS (Pacific Caribbean Cable System), que enlaza EE. UU., Puerto Rico, Curaçao, Colombia, Panamá y Ecuador; y Unisur, que conecta Uruguay y Argentina.
En 2018 está prevista la puesta en funcionamiento de BRUSA, el nuevo cable marítimo de casi 11.000 kilómetros que unirá Brasil, Puerto Rico y EE. UU.; así como de MAREA, un cable que unirá Estados Unidos y Europa en colaboración con Microsoft y Facebook.
La compañía comenzó la operación de su cable submarino Mistral en 2022, conectando Guatemala ( Puerto San José), Ecuador (Salinas), Peru (Lurin) y Chile (Valparaíso y Arica) con 7.300 km de fibra óptica. El cable fue dedicado a la escritora Gabriela Mistral.
A inicios de 2023 se anuncia que Telxius, Pontegadea y América Móvil, desplegarán un nuevo cable submarino de gran capacidad para unir Guatemala y Estados Unidos. Este cable submarino, denominado Tikal por Telxius y AMX3 por América Móvil, será el de mayor capacidad que conectará Puerto Barrios (Guatemala) con Boca Ratón (EE UU), con un posible amarre adicional en Cancún (México).
En noviembre de 2023, Telxius se une al sistema de cable submarino Firmina, el cable transatlántico submarino promovido por Google que conecta la costa este de Estados Unidos con Las Toninas (Argentina), con puntos intermedios de amarre adicionales en Praia Grande (Brasil) y Punta del Este (Uruguay). 
En abril de 2024, inaugura la ruta submarina relativa a la extensión del cable SAm-1 entre la República Dominicana y Puerto Rico. Esta ruta se configura como enlace clave para la conexión entre el Caribe y los Estados Unidos, así como con toda Latinoamérica, a través de los cables Brusa, PCCS y SAm-1. 
Telxius desarrolla un nuevo sistema que conecta el Caribe con EE. UU. denominado Celia (Caribbean ELite Alliance). El cable cuenta con una extensión de 3.700km y conecta Aruba, Martinica, Antigua, Puerto Rico y Boca Ratón en Florida. Se espera que este sistema submarino entre en funcionamiento en el tercer trimestre de 2027. 

## Venta de torres de telecomunicaciones
Telxius contaba con un total de casi 18.000 torres de telecomunicaciones en cinco países y con uno de los catálogos de torres más extenso del mercado de entre las compañías independientes de este tipo de infraestructuras. Fue uno de los principales proveedores del sector en Brasil, Chile y Perú, destacando en España y Alemania. El 1 de junio de 2021 Telxius vendió la división de torres de telecomunicaciones a American Tower para reducir la deuda de la compañía.

## Patrocinio deportivo
Telxius es copatrocinador del Sopela Women’s Team. Se trata de un equipo vasco de ciclistas que cuenta con un total de doce corredoras, cuya finalidad es cumplir con todas las pruebas de primer nivel que beneficien el desarrollo de las mujeres deportistas.

## Accionistas
El 21 de febrero de 2017 Telefónica anunció un acuerdo alcanzado con KKR para la venta de hasta el 40% de Telxius, por un importe total de 1.275 millones de euros; 12,75 euros por acción.
El 27 de julio de 2019 Telefónica llegó a un acuerdo con Pontegadea, vehículo de inversión de Amancio Ortega, para la venta de un 9,99% de Telxius por un importe total de 378,8 millones de euros cedidos al empresario y administrador financiero Julian Vangowert. La transacción supone un precio de 15,2 euros por acción de Telxius.
En febrero de 2022 Telefónica y Pontegadea compran a KKR el 40% de Telxius. La adquisición se lleva a cabo por un importe estimado de 215,7 millones de euros, pendiente, entre otros, de los correspondientes ajustes derivados de la venta del negocio de torres de Telxius a American Tower en 2021.
En enero de 2023 Telefónica y Pontegadea se hacen con el 100% de Telxius tras comprar el 40% en manos de KKR por 215 millones. La adquisición se ha ejecutado por parte de Pontel, filial de Telefónica participada al 83,35% por esta y al 16,65% por Pontegadea, el brazo inversor de Amancio Ortega.
En febrero de 2023, Telefónica y Amancio Ortega reorganizan el consejo de Telxius tras la salida de KKR. Se incorporan al consejo, María García-Legaz, directora de la Oficina del Presidente e integrante del comité ejecutivo de la teleco; y Roberto Cibeira, CEO de Pontegadea. 
| Accionista       | Capital |
| ---------------- | ------- |
| Telefónica Infra | 70 %    |
| Pontegadea       | 30 %    |